# Ten Feet High
Ten Feet High è il primo album da solista di Andrea Corr.
Ad annunciare il titolo ufficiale dell'album è stato il sito ufficiale dei Corrs che smentiva così le voci che circolavano da diversi mesi, secondo cui il titolo sarebbe stato Present. A suggerire l'idea di chiamare l'album Ten Feet High è stato Gavin Friday dopo aver sentito Andrea eseguire l'omonima canzone.
L'album è prodotto da Nellee Hooper (già produttore di Gwen Stefani, U2, Björk, Madonna), mentre Gavin Friday e Bono degli U2 sono i produttori esecutivi.
L'uscita dell'album (pubblicato prima in Irlanda e Italia il 22 giugno e poi in tutta Europa il 25 giugno) è stata anticipata dalla pubblicazione del primo singolo Shame On You (to keep my love from me), avvenuta il 18 giugno.
Ad eccezione di Take Me I'm Yours, cover del primo singolo della band inglese Squeeze, tutte le canzoni sono scritte da Andrea: alcune di queste le aveva composte prima ancora che John Hughes le proponesse l'idea di realizzare un album da solista e di conseguenza erano originariamente pensate per essere utilizzate in un futuro album dei Corrs.
Con Ten Feet High Andrea si distacca completamente dal sound caratteristico dei Corrs per poter esplorare nuovi generi, anche se è consapevole che così facendo molti fan dei Corrs non apprezzeranno. Forse è anche questa una delle cause dello scarso successo dell'album. Le vendite non raggiungono le aspettative previste dalla casa discografica: Ten Feet High raggiunge posizioni molto basse nelle classifiche di Europa e Australia. La posizione più alta raggiunta è in Spagna dove riesce a posizionarsi nono nella Spanish Top 100 Albums Chart nella prima settimana.

## Tracce
Tutte le canzoni sono state scritte da Andrea Corr, eccetto Take Me I'm Yours, scritta da Chris Difford e Glenn Tilbrook.
1. Hello Boys - 2:50
2. Anybody There - 3:16
3. Shame On You (to keep my love from me) - 3:57
4. I Do - 2:04
5. Ten Feet High - 3:21
6. Champagne from a Straw - 3:34
7. 24 Hours - 2:59
8. This is What It's All About - 3:34
9. Take Me I'm Yours - 3:07
10. Stupidest Girl In The World - 3:38
11. Ideal World - 2:21
12. Shame On You (to keep my love from me) Radio Edit - 3:37
13. Amazing - 2:26 (bonus track giapponese)
14. Shame On You (to keep my love from me) Versione acustica - 3:01 (bonus track download digitale)
15. Shame On You (to keep my love from me) Video sessione acustica - 3:10 (bonus track download digitale)

## Singoli
- 18 giugno 2007 - Shame On You (to keep my love from me)
- 20 agosto 2007 - Champagne from a Straw

## Musicisti

### Artista
- Andrea Corr - voce e pianoforte.

### Altri musicisti
- Aidan Love - Tastiere.
- Mark Ralph - Chitarra, Basso.
- Nikolaj Bjerre - Batteria in 24 Hours e Stupidest Girl In The World.
- Geoff Holroyde - Batteria in Shame On You (to keep my love from me) e Ten Feet High.
- Vezio Bacci - Basso in Shame On You (to keep my love from me) e Ten Feet High.
- Dominic Glover - Tromba in Champagne from a Straw.
- Nichol Thompson - Trombone in Champagne from a Straw.
- James Hunt - Sassofono in Champagne from a Straw.
- Satin Singh Bharj - Percussioni in Champagne from a Straw.

Orchestra in Ten Feet High:
- Peter Lale - Viola.
- Nick Barr - Viola.
- Rachel Stephanie Bolt - Viola.
- Ivo Van Der Werff - Viola.
- Bruce White - Viola.
- Andy Parker - Viola.
- Mark Berrow  - Violino.
- Roger Garland  - Violino.
- John Bradbury  - Violino.

- Perry Montague-Mason - Violino.
- Sonia Slany - Violino.
- Boguslaw Kosrecki - Violino.
- Jonathan Evans-Jones - Violino.
- Rita Manning  - Violino.
- Dave Woodcock - Violino.
- Everton Nelson - Violino.
- Jackie Shave - Violino.
- Emlyn Singleton - Violino.

- Rose Warren-Green - Violino.
- Debbie Widdup - Violino.
- Patrick Kiernan - Violino.
- Rolf Wilson - Violino.
- Anthony Lewis  - Violoncello.
- Martin Loveday  - Violoncello.
- Dave Daniels - Violoncello.
- Anthony Pleeth - Violoncello.

Orchestra in Ideal World:
- Skaila Kanga  - Arpa.
- Felix Tanner - Viola.
- Adam Newman - Viola.
- Natalia Gomes - Viola.
- Kerenza Peacock - Violino.

- Peter Povey - Violino.
- Benjamin Roskams - Violino.
- Edward Brenton - Violino.
- Simon Hewitt Jones - Violino.
- Jenny Sacha - Violino.

- Simon Kodurand - Violino.
- Louisa Tuck - Violoncello.
- Oliver Coates - Violoncello.

## Produzione
- Nellee Hooper - Produttore.
- Gavin Friday - Produttore esecutivo.
- Bono - Produttore esecutivo.
- John Hughes - Manager.
- Anna Lucy Hughes - Assistente personale.
- Caroline Henry - Artist and Management Assistant.
- Aidan Love - Programming, Engineer.
- Ian Rossiter - Engineer, Assistant engineer.
- Owen Clark - Assistant engineer.
- Simon Gogerly - Engineer, Mixing.
- Anne Dudley - String Arrangements in Ten Feet High.
- Michael Jennings - String Arrangements in Ideal World.
- Jeremy Wheatley - Mixing in Shame On You (to keep my love from me) Radio Edit.
- Richard Edgeler - Mixing assistant in Shame On You (to keep my love from me) Radio Edit.
- Alexis Smith - Programming in Shame On You (to keep my love from me) Radio Edit
- Anton Corbijn - Fotografia.
- Sharon Blankson - Styling.
- J. Maskrey - Make-up.

## Date di pubblicazione
- Giappone: 21 giugno 2007
- Irlanda/Italia: 22 giugno 2007
- Europa: 25 giugno 2007
- Canada: 26 giugno 2007
- Finlandia: 27 giugno 2007
- Germania: 29 giugno 2007
- Australia: 23 luglio 2007
- Nuova Zelanda: 7 agosto 2007
- Spagna: 21 agosto 2007
- Portogallo: 27 agosto 2007

## Charts

### Album
| Paese         | classifica (2007)            | Positione  |
| ------------- | ---------------------------- | ---------- |
| Irlanda       | Irish Albums Chart           | numero 24  |
| Gran Bretagna | UK Albums Chart              | numero 38  |
| Svizzera      | Swiss Top 100 Albums Chart   | numero 43  |
| Olanda        | Dutch Albums Chart           | numero 84  |
| Germania      | German Top 200 Albums Chart  | numero 86  |
| Francia       | French Albums Chart          | numero 128 |
| Australia     | Australian ARIA Albums Chart | numero 98  |
| Spagna        | Spanish Top 100 Albums Chart | numero 9   |

### Singoli
| Anno | Singolo                                | Paese/Posizione                                                |
| ---- | -------------------------------------- | -------------------------------------------------------------- |
| 2007 | Shame On You (to keep my love from me) | Irlanda: numero 43 Gran Bretagna: numero 108 Spagna: numero 20 |
| 2007 | Champagne from a Straw                 |                                                                |